# Antoni de Facerias i Marimon
Antoni de Facerias i Marimon (Barcelona, 29 de desembre de 1846 - Vilassar de Mar, 1918) Va ser un mestre d'obres modernista català, autor d'edificis situats a Barcelona, als barris de l'Eixample, Sant Pere, i Sant Andreu del Palomar, i a les ciutats d'Igualada i Granollers.
Fill de Llorenç Facerias i Coletas nascut a Barcelona i Maria Marimón nascuda a Igualada.

## Obres

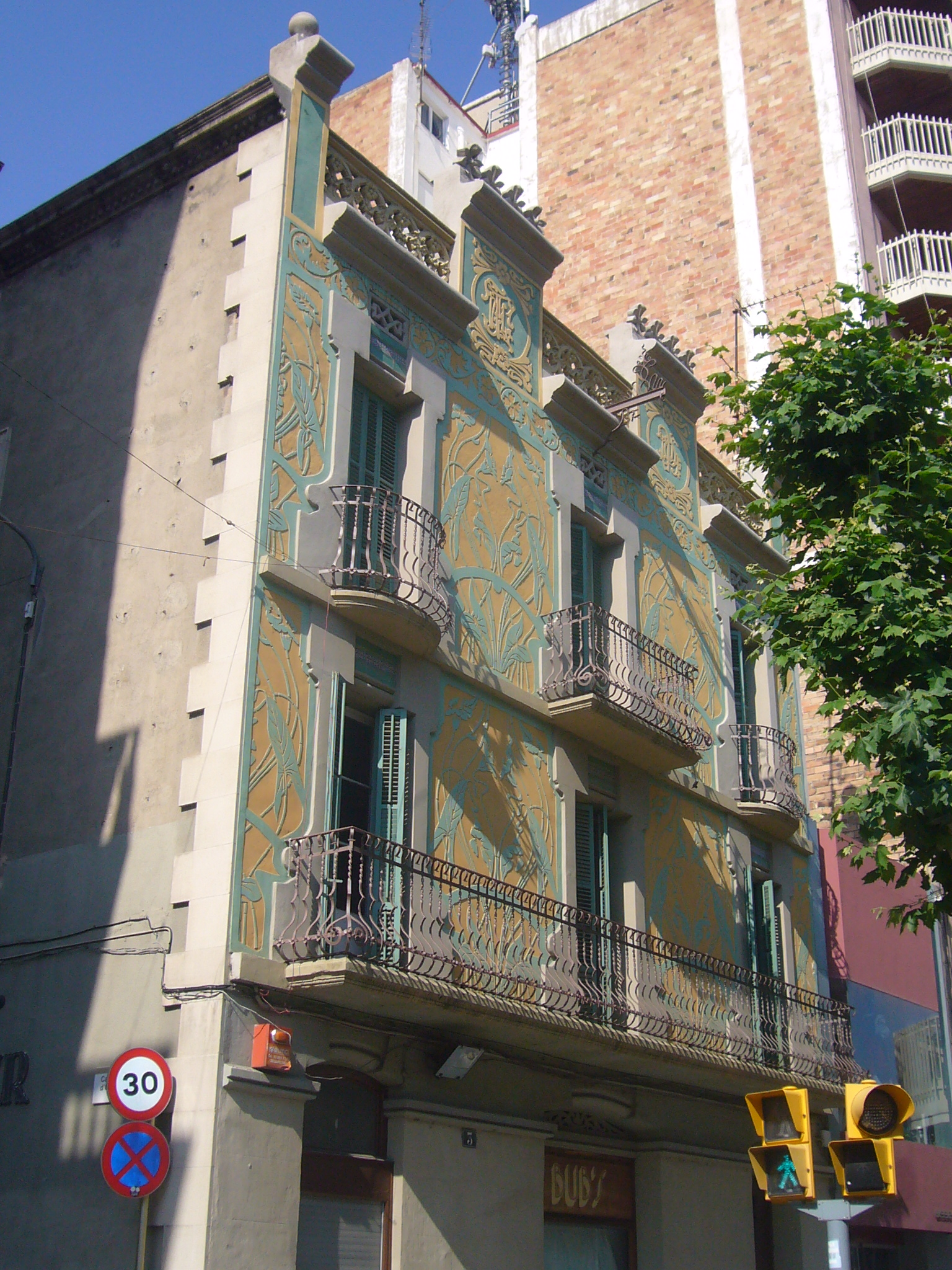
Casa Llorenç Ferrer, a la rambla General Vives 3, d'Igualada (1903/04)

Els anys 1903 i 1904 va reformar amb ornamentació modernista la Casa Llorenç Ferrer, també anomenada Cal Basté, situada a la rambla General Vives 3, d'Igualada. Tota la façana està guarnida amb esgrafiats amb formes vegetals de lliris, de composició simètrica, on les flors són pintades fosques sobre fons clar, característica pròpia del modernisme. Hi ha coronament a la part superior. Una habitació del primer pis conserva el paper pintat de la paret i una pintura al sostre amb la figura d'una dona pescant.
Fou autor de la Casa Manuel Juanet situada al carrer de l'Alzina, 5, a la vila de Gràcia, un edifici de 1903-1904 amb planta baixa i 5 pisos. Els finestrals estan envoltats per motllures amples amb relleus vegetals a la llinda. El coronament té un perfil amb corbes inverses.
L'any 1906 fou autor de l'edifici de l'avinguda Meridiana, 107 de Barcelona, per a Pedro María Rivera i Maria Peris. La façana modernista ha estat restaurada.
També fou autor de la Casa Joan Cots, situada al carrer de Muntaner, 13 de Barcelona,
un edifici entre mitgeres de 1906-1907. La façana és de pedra, amb carreus repicats als primers quatre pisos, mentre que el coronament i la planta baixa són llisos. La cornisa és de perfil sinuós.

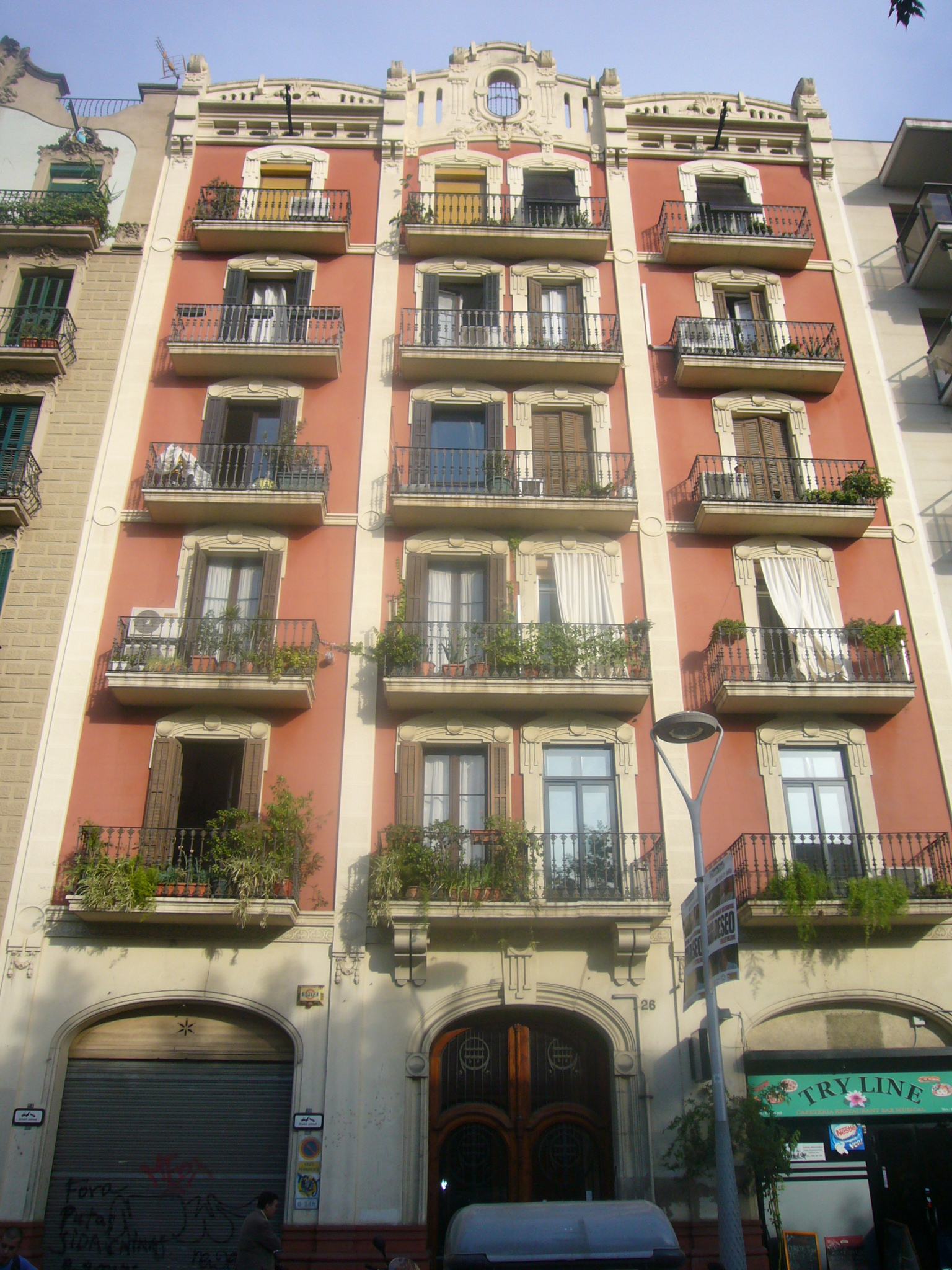
Casa Antònia Casals situada al carrer Diputació, 26, de Barcelona (1915)

Antoni de Facerias va adquirir la casa situada al número 21 del carrer de l'Arc de Sant Cristòfol, al barri de Sant Pere de Barcelona, cantonada amb el carrer Jaume Giralt. Va enderrocar la casa vella i n'edificà una de nova l'any 1907, tot conservant-hi una capelleta dedicada a Sant Cristòfol i l'antiga imatge d'aquest sant ubicada en un buit de la paret de la façana. Es tractava d'una imatge del segle xviii testimoni de l'agraïment que els veïns d'aquest carrer manifestaren a Sant Cristòfol pels favors dispensats durant l'epidèmia de l'any 1651. En l'actualitat en aquesta casa hi ha la seu d'Icaria Editorial.
L'any 1909 fou autor de la Casa Palaus, a Granollers, on usà trencadís, coronament ondulat, finestres de forma gairebé trilobulada i balcó combat.
Una altra obra de Facerias és la Casa Tomàs Marquès situada al carrer París, 201 de l'Eixample de Barcelona. Es tracta d'un edifici entre mitgeres, de façana estreta, construït el 1914. La façana és d'estil proper a l'art déco. Inclou tribuna i dues finestres amb forma oval amb motllures.
L'any 1915 fou autor de la Casa Antònia Casals, edifici eclèctic situat al carrer de la Diputació, 26 de Barcelona. La façana es divideix en tres trams, separats per pilastres de pedra. A totes les plantes, al centre, hi ha dues obertures amb balcó corregut. Als laterals hi ha balcons individuals. El coronament integra els respiralls i té un cos central més elevat amb un gran òcul al mig.

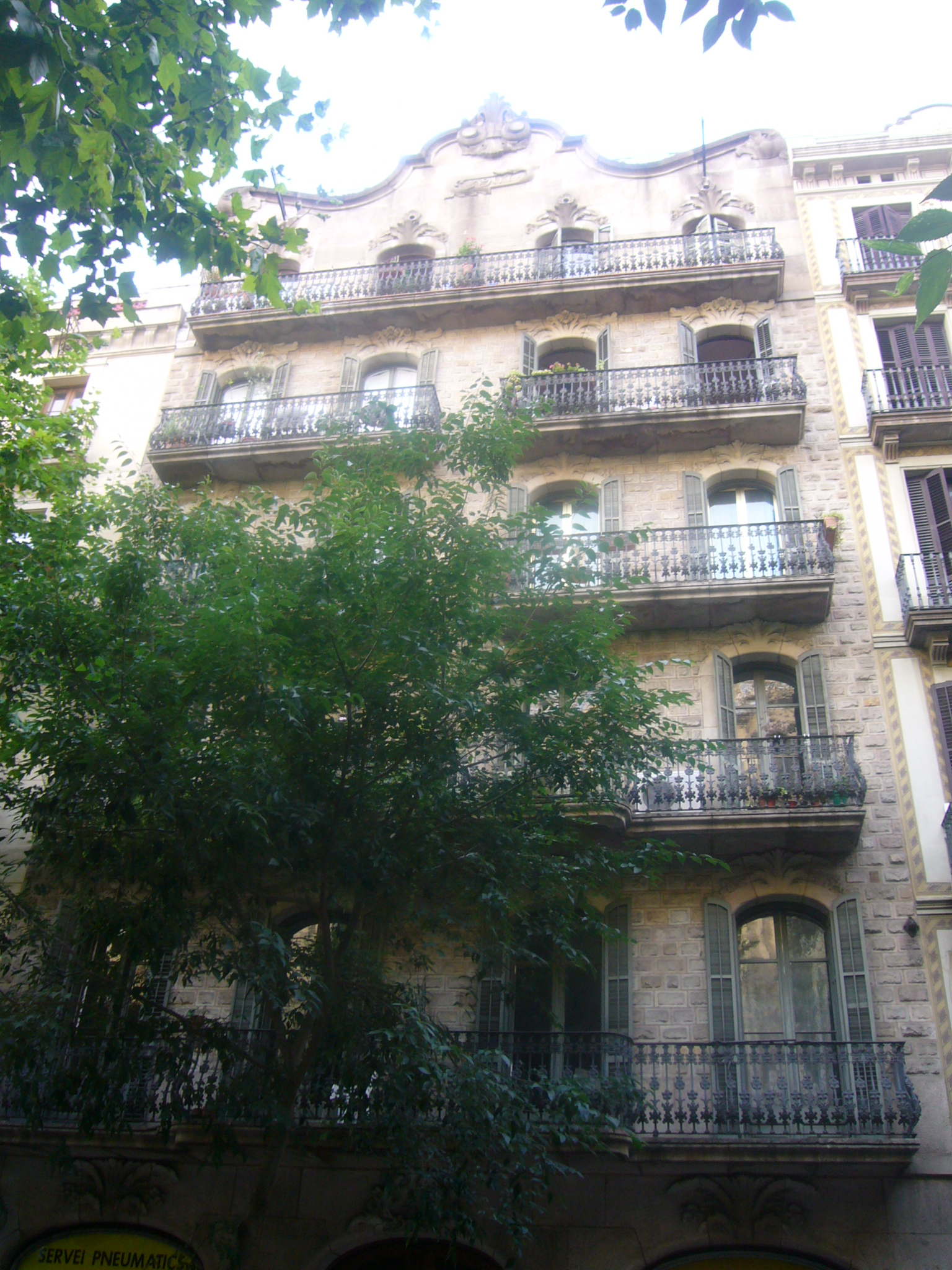
Casa Joan Cots (1906/07), al carrer Muntaner, 13
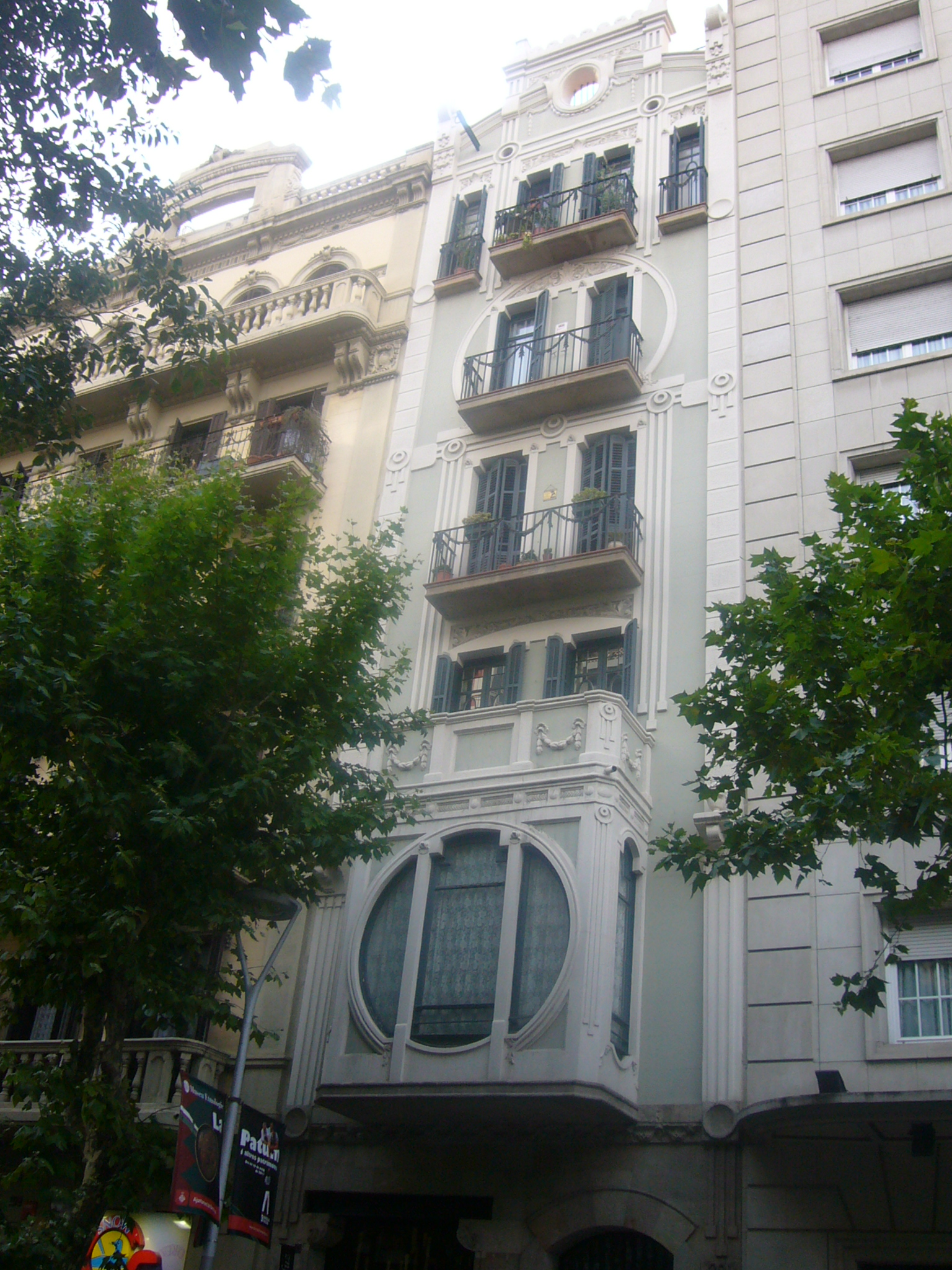
Casa Tomàs Marquès (1914), al carrer París, 201
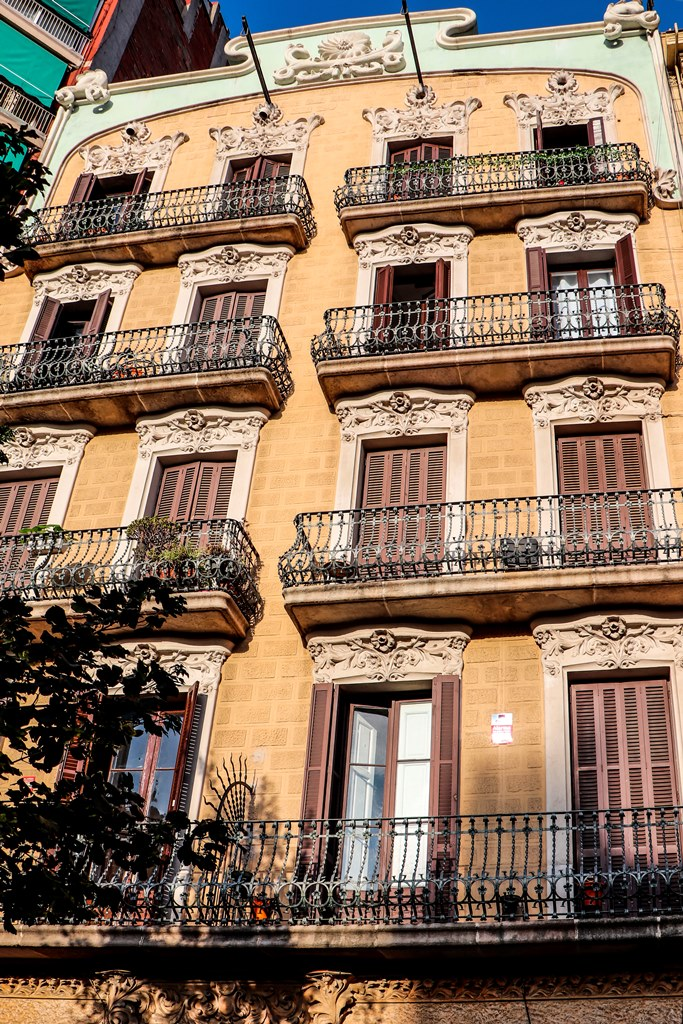
(1906) Edifici avinguda Meridiana, 107